# 小斯洛比德卡 (蘇梅州)
51°49′15″N 34°14′52″E / 51.82083°N 34.24778°E
小斯洛比德卡（烏克蘭語：Мала Слобідка）是位於烏克蘭東北部的村莊，由蘇梅州紹斯特卡區的埃斯曼市鎮負責管轄。該村處於洛克尼亞河畔，分別距離維利納鎮1公里、科倫奧克2.5公里和托夫斯托杜博韋3公里，海拔高度175米。